# OR5AC2
OR5AC2 (англ. Olfactory receptor family 5 subfamily AC member 2) – білок, який кодується однойменним геном, розташованим у людей на короткому плечі 3-ї хромосоми.  Довжина поліпептидного ланцюга білка становить 309 амінокислот, а молекулярна маса — 35 304.
| 10         |  | 20         |  | 30         |  | 40         |  | 50         |
| ---------- |  | ---------- |  | ---------- |  | ---------- |  | ---------- |
| MDISEGNKTL |  | VTEFVLTGLT |  | DRPWLHVLFF |  | VVFLVVYLIT |  | MVGNLGLIVL |
| IWNDPHLHMP |  | MYLFLGGLAF |  | SDACTSTSIT |  | PRMLVNFLDK |  | TAMISLAECI |
| TQFYFFASSA |  | TTECFLLVMM |  | AYDRYVAICN |  | PLLYPVMMSN |  | KLSAQLLSIS |
| YVIGFLHPLV |  | HVSLLLRLTF |  | CRFNIIHYFY |  | CEILQLFKIS |  | CNGPSINALM |
| IFIFGAFIQI |  | PTLMTIIISY |  | TRVLFDILKK |  | KSEKGRSKAF |  | STCGAHLLSV |
| SLYYGTLIFM |  | YVRPASGLAE |  | DQDKVYSLFY |  | TIIIPLLNPF |  | IYSLRNKKVM |
| HALRRVIRK  |  |            |  |            |  |            |  |            |

A: Аланін

C: Цистеїн

D: Аспарагінова кислота

E: Глутамінова кислота

F: Фенілаланін

G: Гліцин

H: Гістидин

I: Ізолейцин

K: Лізин

L: Лейцин

M: Метіонін

N: Аспарагін

P: Пролін

Q: Глутамін

R: Аргінін

S: Серин

T: Треонін

V: Валін

W: Триптофан

Кодований геном білок за функціями належить до рецепторів, g-білокспряжених рецепторів, білків внутрішньоклітинного сигналінгу. 
Задіяний у такому біологічному процесі як поліморфізм. 
Локалізований у клітинній мембрані, мембрані.